# Stefan Wolpe
Stefan Wolpe (Berlín, Alemanya, 25 d'agost de 1902 – Nova York, Estats Units, 4 d'abril de 1972) va ser un compositor d'origen alemany.

## Biografia
Nascut a Berlín el 1902, va ingressar al conservatori a l'edat de 14 anys. Va estudiar composició amb Franz Schreker i Ferruccio Busoni. Va freqüentar també la Bauhaus i als dadaístes, musicant el poema Anna Blume de Kurt Schwitters.
Entre 1929 i 1933, va escriure música atonal, utilitzant el dodecafonisme d'Arnold Schönberg. A pesar d'això, probablement influenciat pel pensament de Paul Hindemith sobre la funció social de la música (Gebrauchsmusik) i per les seves pròpies conviccions socialistes, va escriure un cert nombre d'obres per als sindicats obrers i els grups de teatre comunistes del seu país, per als que va simplificar el seu estil, incloent en el mateix elements del jazz i de la música popular.
El 1933, amb l'arribada del nazisme al poder a Alemanya, Wolpe, jueu i comunista, va fugir del país a través de Romania i Rússia, instal·lant-se a Àustria entre 1933 i 1934, on va conèixer a Anton Webern, amb el qual va estudiar.
Des de 1934 fins a 1938, va viatjar a Palestina, on va escriure senzilles cançons per als treballadors dels kibbutzs. Les composicions que realitza en aquesta època per a grans concerts es converteixen, cada vegada més, en complexes i atonals. Això explica en part la no renovació del seu contracte per a l'any 1938-1939.
El 1938, Wolpe es trasllada a Nova York, on es relaciona en el curs de la dècada dels anys 50 amb els pintors de l'expressionisme abstracte.
Des de 1952 i fins a 1956, dirigeix el departament de música del Black Mountain College, regressant a la docència a Darmstadt durant els estius. Entre els seus alumnes es troben Morton Feldman, Ralph Shapey, David Tudor i Charles Wuorinen. Les composicions d'aquest període són dodecafòniques, diatòniques, construïdes a partir de les escales musicals àrabs (com la maqam saba) que havia escoltat a Palestina i altres maneres d'organització tonal.
A pesar del seu radicalisme, la seva obra no va arribar mai al puntillisme de compositors com Pierre Boulez, preferint emprar frases en lloc de l'expressivitat més convencional.
Afligit del mal de Parkinson des de 1964, va morir a Nova York el 1972.

## Per escoltar
- Auditori de la Tate Modern Arxivat 2006-09-26 a Wayback Machine.
- Tres obres de Stefan Wolpe Arxivat 2006-10-01 a Wayback Machine.